# Телевизија Храм
Телевизија Храм је српска телевизијска станица са седиштем у Београду. Основана је са циљем да религија, култура и образовање добију своје место у медијском простору Србије. ТВ Храм се бави приказивањем Српске православне цркве, православља, културе и уметности, едукацијом и информисањем, при чему посебну пажњу поклања промоцији установа културе, као и уметника из Србије, Црне Горе и Босне и Херцеговине.

## Програм
Програм Телевизије Храм преносе скоро сви кабловски оператери у Србији: Антена Плус, Пошта нет, Телеком Србија, Орион Телеком, Саттракт, Exe Net, Телемарк систем, МТЛ (Црна Гора), Елта кабел (БиХ) итд.